# 陈亿子
陈亿子（?—?），字则大，南宋福州人，可能为长溪县人（今宁德市），宋理宗淳祐十年（1250年）庚戌方逢辰榜武状元，其兄陈仪子也是武举人。他曾于己酉年（1249年）上书朝廷。